# Archibald Gracie IV
Archibald Gracie IV, född 17 januari 1858, död 4 december 1912, var en amerikansk skribent, amatörhistoriker och fastighetsinvesterare, känd som en av de överlevande vid RMS Titanics förlisning i april 1912; detta tack vare en uppochnervänd livbåt. Efter katastrofen skrev han en bok om sina upplevelser kring händelsen; boken gavs ut postumt.

## Biografi
Gracie var son till Archibald Gracie III (1 december 1832–2 december 1864), en officer utbildad vid West Point. Fadern stred på Amerikas konfedererade staters sida som general under amerikanska inbördeskriget, kämpade vid slaget vid Chickamauga och dog vid belägringen av Petersburg. Gracie, som var en engagerad amatörhistoriker, fascinerades särskilt av slaget vid Chickamauga, där fadern stridit. Han samlade under flera år fakta om slaget och skrev så småningom en bok i ämnet. 
Archibald Gracie var gift med Constance Elise Schack och makarna hade två döttrar, Constance Julie (1891-1903) och Edith Temple (1894-1918). År 1903 omkom den äldsta dottern vid 12 års ålder i en olycka på Hôtel de la Trémoïlle i Paris. Den yngre dottern gifte sig och avled 1918. 

### Titanic
I början av 1912 reste Gracie till Europa för en kortare vistelse. På hemvägen till USA bokade han en biljett ombord på RMS Titanic som skulle göra sin jungfruresa från Southampton 10 april 1912. Gracie tilldelades förstaklass-hytten C51.
När fartyget sjönk räddade sig Gracie genom att hänga fast på den uppochnervända livbåten "B". Vid gryningen var det möjligt för de överlevande i närheten att se andra livbåtars positioner. Andrestyrman Charles Lightoller (som satt i samma livbåt som andretelegrafisten Harold Bride) använde sin visselpipa för att påkalla uppmärksamhet och till sist nådde livbåtarna 4 och 12 fram och kunde ta hand om de nödställda på den uppochnervända båten. Gracie var då så trött att han inte själv kunde ta sig ombord utan fick dras över till livbåt nummer 12, den sista livbåt att senare nå RMS Carpathia.
Gracie återvände till New York med Carpathia och började omedelbart skriva på en bok om sina upplevelser ombord på Titanic och livbåt "B". Hans berättelse är en av de mest detaljerade beskrivningar av händelserna och Gracie ägnade månader åt att ta reda på vilka som var ombord på vilka livbåtar och när specifika händelser utspelade sig. Även om hans bok innehåller vissa fel så är den fortfarande en värdefull källa till kunskap för forskare och historiker.

### Sjukdom och död
Archibald Gracie återhämtade sig dock aldrig fysiskt efter upplevelsen. Han dog av komplikationer av diabetes, mindre än åtta månader efter förlisningen. Han är begravd på Woodlawn-kyrkogården i New York.
Gracie var så upptagen av ”Titanic” och sina upplevelser och forskning kring förlisningen, att hans sista ord ska ha varit: "We must get them all into the boats." Han hann inte färdigställa sin bok helt innan sin död, men boken kom trots allt ut 1913 under titeln The Truth about the Titanic. Boken har givits ut i flera upplagor och trycks fortfarande, senaste titeln är: Titanic: A Survivor's Story.

## I populärkulturen
Som en av de mest kända överlevarna från Titanickatastrofen har Archibald Gracie blivit porträtterad i många av filmatiseringarna om förlisningen. Han spelades till exempel av James Dyrenforth i Titanics undergång 1958 och av  Bernard Fox i Titanic från 1997.